# Slavernij in Brazilië

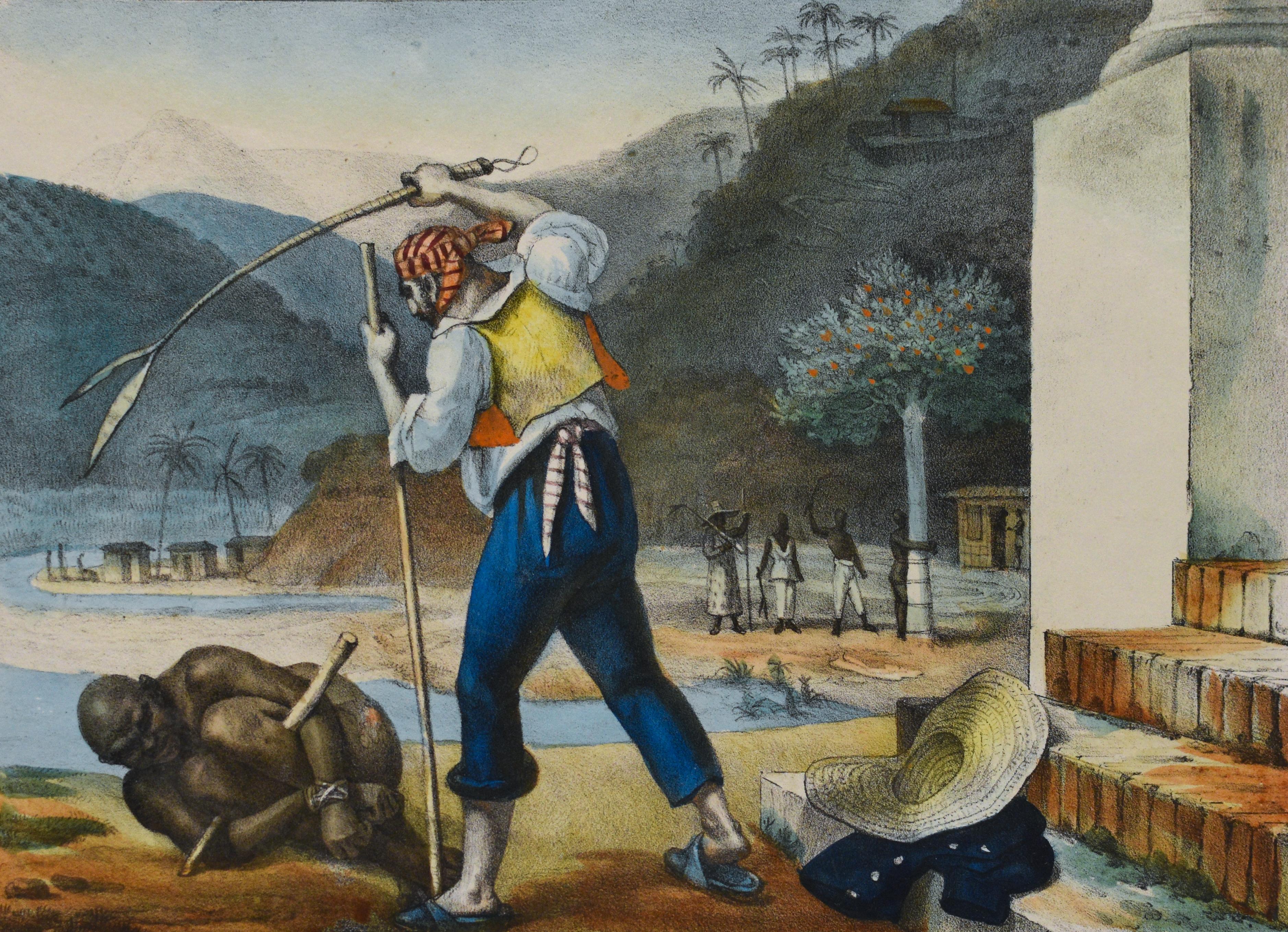
"Slavernij in Brazilië", door Jean Baptiste Debret.

De slavernij in Brazilië maakte een groot deel uit van de wereldwijde slavernij, naar schatting 37%. Ook is het later afgeschaft dan in andere landen, namelijk in 1888. Nog steeds maakt het slavenverleden een belangrijk deel uit van de Afro-Braziliaanse cultuur.

## Geschiedenis
De slavenhandel vanuit Afrika naar Brazilië kwam rond 1550 op gang. Eerder waren al beperkte hoeveelheden slaven vanuit Portugal naar de kolonies gestuurd, voornamelijk gevangenen en zigeuners. Deze "slaven van het eerste uur" waren zo goed als uitsluitend mannen. Zij vermengden zich met de inheemse bevolking, waar tegenwoordig enkele Romani-Indiaanse mengtalen nog van getuigen.
De Portugezen waren de eersten die slaven naar Brazilië brachten, gevolgd door de Nederlanders toen deze Brazilië op de Portugezen veroverd hadden tussen 1630 en 1654, de periode waarin de kolonie Nederlands-Brazilië werd genoemd. Men schat dat 37% van alle slaven wereldwijd in dit land terechtkwamen, in totaal rond de 3 miljoen personen.
Het land was in die periode een kolonie van de Portugezen. Zij stelden de slaven vooral te werk op de suikerrietplantages. Dit gebeurde omdat de Tupi-bevolking door ziekte en door het harde werken te verzwakt waren voor deze arbeid. Verder werkten de slaven in de mijnbouw, o.a. in de goudmijnen. Ook na de onafhankelijkheid van Brazilië bleef de slavernij een belangrijke basis voor de economie van het land.

## Afkomst

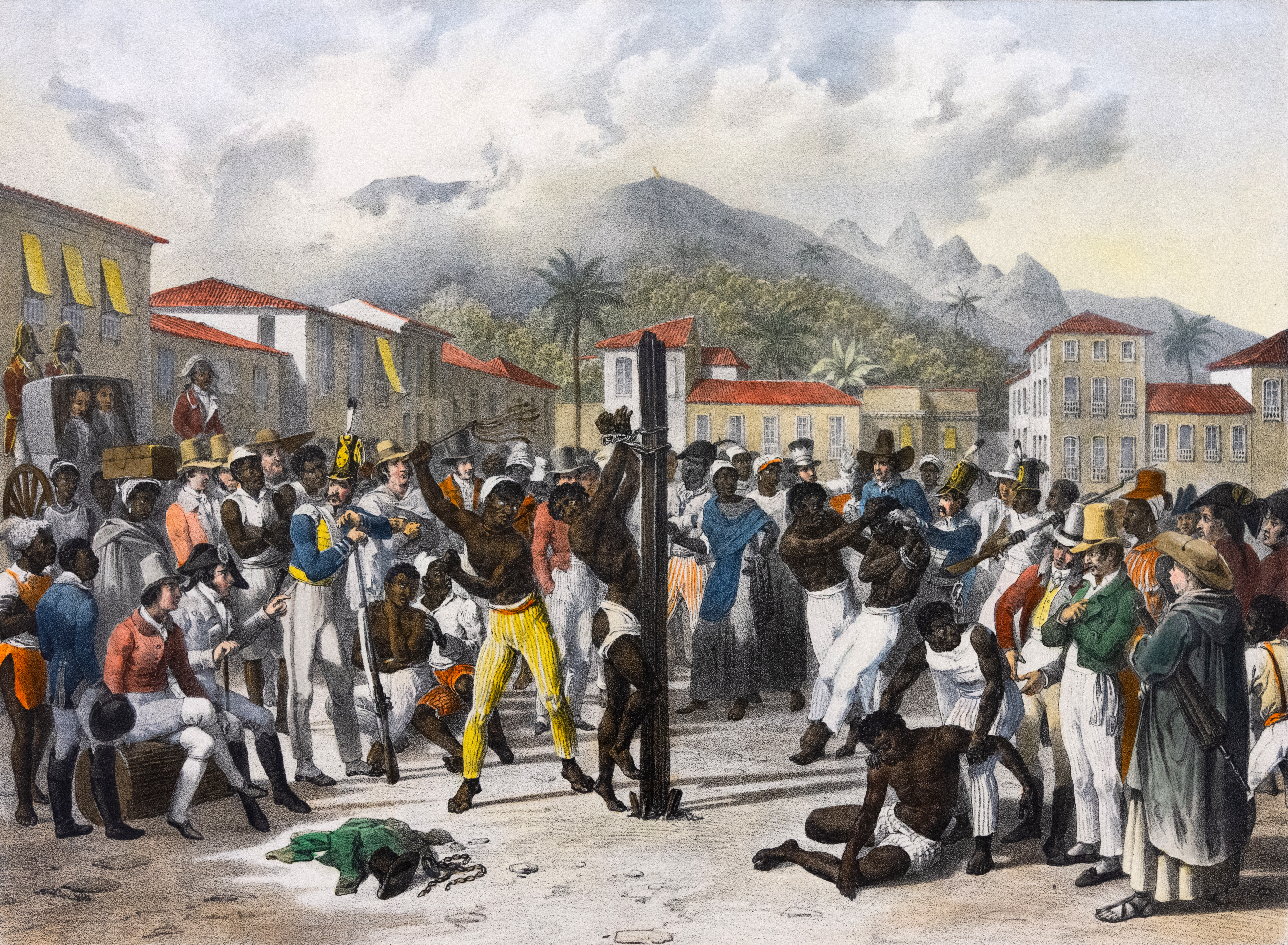
Bestraffing van een Braziliaanse slaaf, door Johann Moritz Rugendas, 1830

Naar de staat Bahia werden vooral mensen uit West-Afrika gebracht, uit de gebieden die tegenwoordig worden ingenomen door de landen Ghana, Benin, Guinee-Bissau en Nigeria. Zij behoorden voornamelijk tot de volgende Soedanvolken:
- Yoruba
- Fon
- Ashanti
- Ewe
- Mandinka

Naar de staten Rio de Janeiro en Minas Gerais gingen vooral mensen uit de huidige landen Angola, Congo-Kinshasa, Congo-Brazzaville en Mozambique. Zij behoorden tot de bantoevolken.
Ook de meeste Portugese slaven (zigeuners, landlopers, gevangenen ...) kwamen in Rio de Janeiro en Minas Gerais terecht. Hoewel hun aantal beperkt was, was hun invloed binnen de slaven cultuur groot. Zowel in de muziek als in de religie en in mengtalen zijn veel sporen van hun cultuur nog terug te vinden.

## Afschaffing
Voor de afschaffing van de slavernij was vooral de druk vanuit Groot-Brittannië belangrijk. In dat land oefende een groep van evangelisch-protestantse politici, genaamd de Clapham-sekte, in de 19e eeuw een lobby uit voor de afschaffing van de slavernij. Deels gebeurde dit omdat zij de slavernij op morele gronden afkeurden. Maar belangrijk was ook dat Engeland geld verloor omdat de rietsuiker in Brazilië goedkoper werd geproduceerd dan in de Britse koloniën.
Hierom voerde Engeland druk uit op Brazilië om de slavernij af te schaffen. Dit werd versterkt door Braziliaanse intellectuelen die de slavernij op morele gronden verwierpen. Daarop werd de afschaffing van de slavernij (Portugees: abolição) in verschillende stappen uitgevoerd:
- 4 september 1850: de Lei Eusébio de Queirós verbiedt de handel in slaven.
- 28 september 1871: de Lei do Ventro Livre (letterlijk: "Wet van de Vrije Buik") bepaalt dat de zonen van slavinnen vrij geboren werden, hoewel ze nog wel tot hun 21e onder voogdij van de slavenhouder stonden.
- 1884: de deelstaat Ceará schaft op zijn eigen grondgebied de slavernij af.
- 1885: de Lei Saraiva-Cotegipe, beter bekend als de Lei dos Sexagenários ("Wet van de Zestigjarigen") bepaalt dat slaven die ouder zijn dan 60 jaar de vrijheid krijgen. In de praktijk haalt deze wet weinig uit, omdat maar weinig slaven deze leeftijd bereiken. Ook hebben de vrijgelaten slaven weinig middelen om in hun onderhoud te voorzien.
- 13 mei 1888: prinses Isabella ondertekent de Lei Áurea ("Gouden Wet"), waarin de slavernij officieel wordt afgeschaft. Op 13 mei wordt nog steeds de afschaffing van de slavernij gevierd.